# Maria Ester-Sala
Maria Ester-Sala (Barcelona, 1946-1994), musicóloga.

## Reseña biográfica
Realizó los estudios de música en Conservatorio Superior de Música del Liceo (1957-1967). Se licenció en Historia del Arte por la Universidad Autónoma de Barcelona (1971-1976). Estudio contrapunto y fuga con el compositor Josep Soler i Sardà durante los años 1968-1970. Se especializó en la música para tecla dentro del ámbito ibérico con Macario Santiago Kastner en Lisboa entre los años 1972-1974 y amplió los estudios de musicología con Raymond Meylan en Basilea el año 1975. Desde 1988 fue colaboradora técnica del Departamento de Cultura de la Generalidad de Cataluña. Escribió para diversas publicaciones musicales, como la Revista Musical Catalana, la Revista de musicología de la Sociedad Española de Musicología, Nassarre, Lligall y el Anuario Musical. Junto a Josep M. Vilar i Torrents realizó trabajos de investigación, documentación, catalogación y difusión del patrimonio musical conservado en los archivos de Cataluña.
Su fondo personal se conserva en la Biblioteca de Catalunya.

## Obras
- «La ornamentación en la música de tecla española del siglo XVII». Actas del I Congreso Nacional de Musicología. Zaragoza: Institución Fernando el Católico. 197-?. p. 179-196.
- La ornamentanción en la música de tecla española del siglo XVI. Madrid: Sociedad Española de Musicología. 1980.
- «Algunos datos biográficos de Carlos Baguer (1768-1808), organista de la Catedral de Barcelona». Revista de Musicología IV (1-2). 1983.
- «Difusió en català de l'obra de J. Bermudo a l'Ordinarium Barcinonense de 1569». Recerca Musicològica V. 1985.
- Ester-Sala, Maria; Vilar i Torrents, Josep M. (1987). «Una aproximació als fons de manuscrits musicals a Catalunya». Anuario Musical 42: 229-243.
- «El mecenazgo de la nobleza en la música del siglo XVI». Nassarre IV (1-2). 1988.
- Ester-Sala, Maria; Vilar i Torrents, Josep M. (1989). «Una aproximació als fons de manuscrits musicals de Catalunya. II». Anuario Musical 44: [155]-166.
- «Dos sonatas de Domenico Scarlatti. Un tema abierto». Revista de musicología XII (2). julio-octubre de 1989.
- Ester-Sala, Maria; Vilar i Torrents, Josep M. (1991). «Una aproximació als fons de manuscrits musicals de Catalunya. III». Anuario Musical 46: [295]-320.
- Ester-Sala, Maria; Vilar i Torrents, Josep M. «La presencia de Rossini en la vida cotidiana en la Cataluña del Ochocientos». Nassarre VIII (2): 69-82.
- «D. Scarlatti - E. Granados : noticia sobre la localización de un manuscrito de tecla extraviado». Livro de Homenagem a Macario Santiago Kastner. Lisboa: Fundaçao Calouste Gulbenkian. 1992. pp. [231]-252.
- Ester-Sala, Maria; Vilar i Torrents, Josep M. (1992). «Els fons musicals de Catalunya. Un patrimoni a revalorar». Lligall 5.